# Aleš Dryml (1953)
Aleš Dryml (* 10. června 1953) je bývalý československý motocyklový závodník, reprezentant v ploché dráze. Jeho syny jsou bývalí plochodrážní závodníci Aleš Dryml a Lukáš Dryml. Je zakladatel firmy Auto Dryml.

## Závodní kariéra
V Mistrovství Československa jednotlivců startoval v letech 1974-1985, v letech 1982 a 1984 získal mistrovský titul. V Mistrovství Československa družstev získal mistrovský titul v letech 1984 a 1985. V Mistrovství Československa na dlouhé ploché dráze získal v roce 1982 mistrovský titul. V letech 1978-1988 pravidelně startoval v kvalifikačních závodech mistrovství světa jednotlivců, do fínále mistrovství světa se probojoval v letech 1980 (12. místo) a 1981 (14. místo). V Mistrovství světa družstev startoval v letech 1977-1985, nejlépe skončil na 3. místě v letech 1977 a 1979. V letech 1981-1985 startoval v mistrovství světa dvojic, nejlépe skončil na 4. místě ve světovém finále 1984. V mistrovství světa na dlouhé ploché dráze startoval v letech 1977-1985 a 1989-1992, nejlépe skončil na 2. místě ve světovém finále 1989 a 1991. V britské profesionální lize startoval za Exeter Falcons (1978-1979), Sheffield Tigers (1980) a Birmingham Brummies (1982).

## Pozadí kariéry
V registračních protokolech ve svazku číslo 20568 byl pod krycím jménem Pavelka evidován jako agent StB.